# Pulau Panjang Hilir
Pulau Panjang Hilir is een bestuurslaag in het regentschap Kuantan Singingi van de provincie Riau, Indonesië. Pulau Panjang Hilir telt 2027 inwoners (volkstelling 2010).